# Tamir Blatt
Tamir Blatt (in ebraico תמיר בלאט‎?; Natanya, 4 maggio 1997) è un cestista israeliano.
È il figlio di David Blatt, a sua volta ex cestista ed allenatore di pallacanestro.

## Carriera
Con Israele ha disputato i Campionati europei del 2022.

## Statistiche

### Eurolega
| Anno      | Squadra          | PG  | PT | MP   | TC%  | 3P%  | TL%  | RP  | AP  | PRP | SP  | PP  |
| --------- | ---------------- | --- | -- | ---- | ---- | ---- | ---- | --- | --- | --- | --- | --- |
| 2021-2022 | Alba Berlino     | 30  | 3  | 15,0 | 38,1 | 36,0 | 100  | 1,3 | 3,5 | 0,3 | 0,0 | 5,0 |
| 2022-2023 | Alba Berlino     | 30  | 14 | 19,9 | 34,2 | 35,7 | 89,5 | 1,2 | 4,6 | 0,3 | 0,0 | 7,8 |
| 2023-2024 | Maccabi Tel Aviv | 38  | 0  | 18,9 | 41,4 | 39,3 | 87,5 | 1,5 | 4,8 | 0,4 | 0,0 | 7,0 |
| 2024-2025 | Maccabi Tel Aviv | 26  | 23 | 24,2 | 37,6 | 35,6 | 95,0 | 2,4 | 6,7 | 0,5 | 0,0 | 8,9 |
| Carriera  | Carriera         | 124 | 40 | 19,3 | 37,8 | 36,8 | 92,5 | 1,6 | 4,8 | 0,4 | 0,0 | 7,1 |

## Palmarès

### Squadra
- Campionato tedesco: 1

Alba Berlino: 2021-2022
- Campionato israeliano: 1

Maccabi Tel Aviv: 2023-2024
- Coppa di Israele: 4

Hapoel Holon: 2017-2018
Hapoel Gerusalemme: 2018-2019, 2019-2020
Maccabi Tel Aviv: 2025
- Coppa di Germania: 1

Alba Berlino: 2021-2022
- Coppa di Lega israeliana: 2

Hapoel Gerusalemme: 2019, 2024

### Individuale
- Basketball Champions League Best Young Player: 1

Hapoel Gerusalemme: 2018-19